# Puerta al verano
Puerta al verano (The Door Into Summer) es una novela de ciencia ficción de Robert A. Heinlein, publicada por primera vez en 1956, por entregas, en la revista The Magazine of Fantasy & Science Fiction.

## Argumento
El protagonista de la historia, Dan Davis, vive en un "futuro" 1970 con un excéntrico gato aficionado al ginger ale llamado Petronius, que nunca abandona la esperanza, durante el invierno, de que alguna de las muchas puertas de la casa se abra al verano. 
Dan es un ingeniero que empieza a despuntar como inventor de robots para el trabajo doméstico, pero después de ser traicionado por su socio y su novia, decide escapar y ser criogenizado durante 30 años, tras los que despierta en pleno año 2000 y sin recursos de ningún tipo. 
Pasa 6 meses en este futuro, donde va descubriendo algunos detalles de lo acontecido durante su largo sueño, así como de los recientes trabajos de cierto estudioso de los viajes en el tiempo... con todo ello será capaz de elaborar un plan con el que regresar al pasado y tratar de enderezar las cosas.

## Comentario
Es esta una novela llena de humor y de fácil lectura, que trata una vez más los ciclos temporales, como hace también el autor en el clásico relato All You Zombies (Todos vosotros, zombies) o en By His Bootstraps (Por sus propios medios). Además de la diversión, la novela presenta ingeniosas predicciones muy bien descritas de como sería el futuro (tanto 1970 como 2000). Es de señalar que el invento con el que el autor imaginó que su protagonista haría su primer negocio en el año 1970, se ha hecho realidad recientemente en los hogares, ya que básicamente es un aspirador semiinteligente como el actual Roomba.

## Ediciones originales
- 1956 The door into summer. The Magazine of Fantasy and Science Fiction, 65 (oct.): 3-55, 66 (nov.): 3-66 y 67 (dic.): 35-72 [revista]
- 1957 The door into summer. Doubleday: 188 págs. Garden City, New York [1ª ed. como libro]

## Ediciones en español
- 1957 Una puerta hacia el verano. Editorial Novaro. México, D.F. Ciencia y Fantasía, 8 (jun.): 2-61; 9 (jul.): 2-83 y 10 (ago.): 29-76
- 1958 Puerta al verano. Editora y Distribuidora Hispano Americana, S.A. [E.D.H.A.S.A.]. Nebulae (1ª época), 52: 234 págs. Barcelona, Buenos Aires.
- 1966 Puerta al verano. Editora y Distribuidora Hispano Americana, S.A. [E.D.H.A.S.A.]. Selección de Nebulae, 12: 214 págs. Barcelona, Buenos Aires.
- 1986 Puerta al verano. Ediciones Martínez Roca, S.A., Super Ficción (1ª época), 100: 189 págs. Barcelona ISBN 84-270-1051-6
- 1986 Puerta al verano. Ediciones Roca, S.A., Super Ficción (1ª época), 100. México, D.F. ISBN 968-21-0512-9
- 1987 Puerta al verano. Editorial Edisan, S.A. Obras estelares de la ciencia ficción. Serie Andrómeda, 2: págs. 3-190. Madrid ISBN 84-86472-74-1
- 2002 Puerta al verano. La Factoría de Ideas, Solaris Ficción, 21: 222 págs. Arganda del Rey (Madrid) ISBN 84-8421-499-0
- 2004 Puerta al verano. Círculo de Lectores, S.A., 28191B: 267 págs. Barcelona ISBN 84-672-1035-4
- 2005 Puerta al verano. Puzzle, Ciencia Ficción: 218 págs. Barcelona ISBN 84-96525-34-1